# 城川站
城川站（韓語：성천역）是朝鮮民主主義人民共和國咸鏡南道咸兴市兴南区域的一個鐵路車站，属于西湖线。

## 邻近车站
西湖线
上水站 - 城川站 - 云中站